# 魏恩加滕 (密蘇里州)
魏恩加滕（英語：Weingarten）是位於美國密蘇里州聖熱訥維耶沃縣的普查規定居民點。

## 歷史
魏恩加滕的郵局於1886年設立，其後於1978年停運。

## 人口
根據2020年美國人口普查的數據，魏恩加滕的面積為2.72平方千米，皆為陸地。當地共有人口127人，而人口密度為每平方千米46.69人。